# 1005 Араго
1005 Араго (1005 Arago) — астероїд головного поясу, відкритий 5 вересня 1923 року.
Тіссеранів параметр щодо Юпітера — 3,107.